# Samsung Galaxy A22
I Samsung Galaxy A22 e Samsung Galaxy A22 5G sono due smartphone di fascia medio-bassa prodotti da Samsung, facente parte della serie Samsung Galaxy A.

## Caratteristiche tecniche

### Hardware
Il Galaxy A22 è uno smartphone con form factor di tipo slate, le cui dimensioni sono di 159,3 × 73,6 × 8,4 mm e pesa 186 grammi.
Il dispositivo è dotato di connettività GSM, HSPA, LTE, di Wi-Fi 802.11 a/b/g/n/ac dual-band con supporto a Wi-Fi Direct e hotspot, di Bluetooth 5.0 con A2DP e LE, di GPS con A-GPS, BeiDou, GALILEO e GLONASS e di NFC. Ha il supporto al Dolby Atmos. Presenta una porta USB-C 2.0 e un ingresso per jack audio da 3,5 mm.
Presenta uno schermo touchscreen capacitivo da 6,4 pollici di diagonale, di tipo Super AMOLED Infinity-U, angoli arrotondati e risoluzione HD+ 720 × 1600 pixel, con refresh rate massimo a 90 Hz.
La batteria li-po da 5000 mAh non è removibile dall'utente. Supporta la ricarica rapida a 15 watt.
Il chipset è un MediaTek Helio G80 con CPU octa core (2 core a 2 GHz + 6 core a 1,8 GHz). La memoria interna, di tipo eMMC 5.1, è di 64/128 GB (espandibile con microSD fino a 1 TB) mentre la RAM è di 4 o 6 GB (in base alla versione scelta).
La fotocamera posteriore ha un sensore principale da 48 megapixel, con apertura f/1.8, uno da 8 MP ultra-grandangolare, una da 2 MP di profondità e una da 2 MP per le macro, è dotata di autofocus PDAF, stabilizzazione OIS, modalità HDR e flash LED, in grado di registrare al massimo video Full HD a 30 fotogrammi al secondo, mentre la fotocamera anteriore è singola da 13 megapixel, con supporto HDR e registrazione video massimo Full HD@30 fps.

### Software
Il sistema operativo è Android 11, accompagnato dall'interfaccia utente One UI Core 3.1.
Nella seconda metà del 2022 (fin da maggio per la Russia), inizia a ricevere l'aggiornamento ad Android 12 con One UI Core 4.1.
Nel dicembre del 2022, il Samsung Galaxy A22 5G inizia a ricevere l'aggiornamento ad Android 13 con One UI Core 5.0.

## Varianti
Il Galaxy A22 5G è uno smartphone con form factor di tipo slate, le cui dimensioni sono di 167,2 × 76,4 × 9 mm e pesa 203 grammi.
Il dispositivo è dotato di connettività GSM, HSPA, LTE, 5G, di Wi-Fi 802.11 a/b/g/n/ac dual-band con supporto a Wi-Fi Direct e hotspot, di Bluetooth 5.0 con A2DP e LE, di GPS con A-GPS, BeiDou, GALILEO e GLONASS e di NFC. Ha il supporto al Dolby Atmos. È dotato di una porta USB-C 2.0 e un ingresso per jack audio da 3,5 mm.
Presenta uno schermo touchscreen capacitivo da 6,6 pollici di diagonale, di tipo TFT Infinity-V, angoli arrotondati e risoluzione FHD+ 1080 × 2408 pixel, con refresh rate massimo a 90 Hz.
La batteria li-po da 5000 mAh non è removibile dall'utente. Supporta la ricarica rapida a 15 watt.
Il chipset è un MediaTek Dimensity 700 5G (MT6833) con CPU octa core (2 core a 2.2 GHz + 6 core a 2 GHz). La memoria interna di tipo UFS 2.1 è di 64/128 GB espandibili con microSD sino a 1 TB mentre la RAM è di 4, 6 o 8 GB (in base alla versione scelta).
La fotocamera posteriore ha un sensore principale da 48 megapixel, con apertura f/1.8, uno da 5 MP ultra-grandangolare f/2.2 e una da 2 MP (profondità) f/2.4, è dotata di autofocus PDAF, modalità HDR e flash LED, in grado di registrare al massimo video Full HD a 30 fotogrammi al secondo, mentre la fotocamera anteriore è singola da 8 megapixel, con supporto HDR e registrazione video massimo FHD@30 fps.
Il Samsung Galaxy F42 5G si differenzia principalmente per la fotocamera principale, che è da 64 MP, dalla forma dei sensori (principale e grandangolare) racchiusi a semaforo e dai tagli di memoria, 128 GB di memoria interna con 6/8 GB di RAM.
Il Samsung Galaxy Wide5 presenta le medesime caratteristiche del Galaxy F42 5G, ma differisce per il peso, il quale è di 207 g e per le dimensioni, 0,1 mm più spesso.

## Commercializzazione
I dispositivi sono stati presentati il 3 giugno 2021. La versione 4G è disponibile dal 1º luglio 2021, mentre la versione 5G, in Italia, è disponibile dal 3 luglio seguente.
Una versione rinominata del Galaxy A22 5G è stata presentato e commercializzata il 10 settembre 2021, in Corea del Sud, con il nome di Galaxy Wide5. Il 29 settembre 2021 viene annunciato in India come Galaxy F42 5G ed è in vendita dal 3 ottobre successivo.